# 孫文駿
孫 文駿（そん ぶんしゅん、スン・ウェンジュン、英語: Sun Wenjun、2003年1月8日 - ）は、中華人民共和国の男子バドミントン選手。

## 経歴
父は1999年IBFワールドチャンピオンシップ優勝の孫俊、母はシドニー五輪優勝の葛菲。
2024年から2歳年下の朱一珺とペアを組み、世界ランクは45位まで到達。
2025年の中国オープンからは、任翔宇とペアを組む。